# Saint-Cyr, Vienne
Saint-Cyr är en kommun i departementet Vienne i regionen Nouvelle-Aquitaine i västra Frankrike. Kommunen ligger i kantonen Saint-Georges-lès-Baillargeaux som tillhör arrondissementet Poitiers. År 2018 hade Saint-Cyr 1 137 invånare.

## Befolkningsutveckling
Antalet invånare i kommunen Saint-Cyr
| Referens: INSEE |